# 16175 Райпаттерсон
16175 Райпаттерсон (16175 Rypatterson) — астероїд головного поясу, відкритий 5 січня 2000 року.
Тіссеранів параметр щодо Юпітера — 3,444.